# 综合保税区

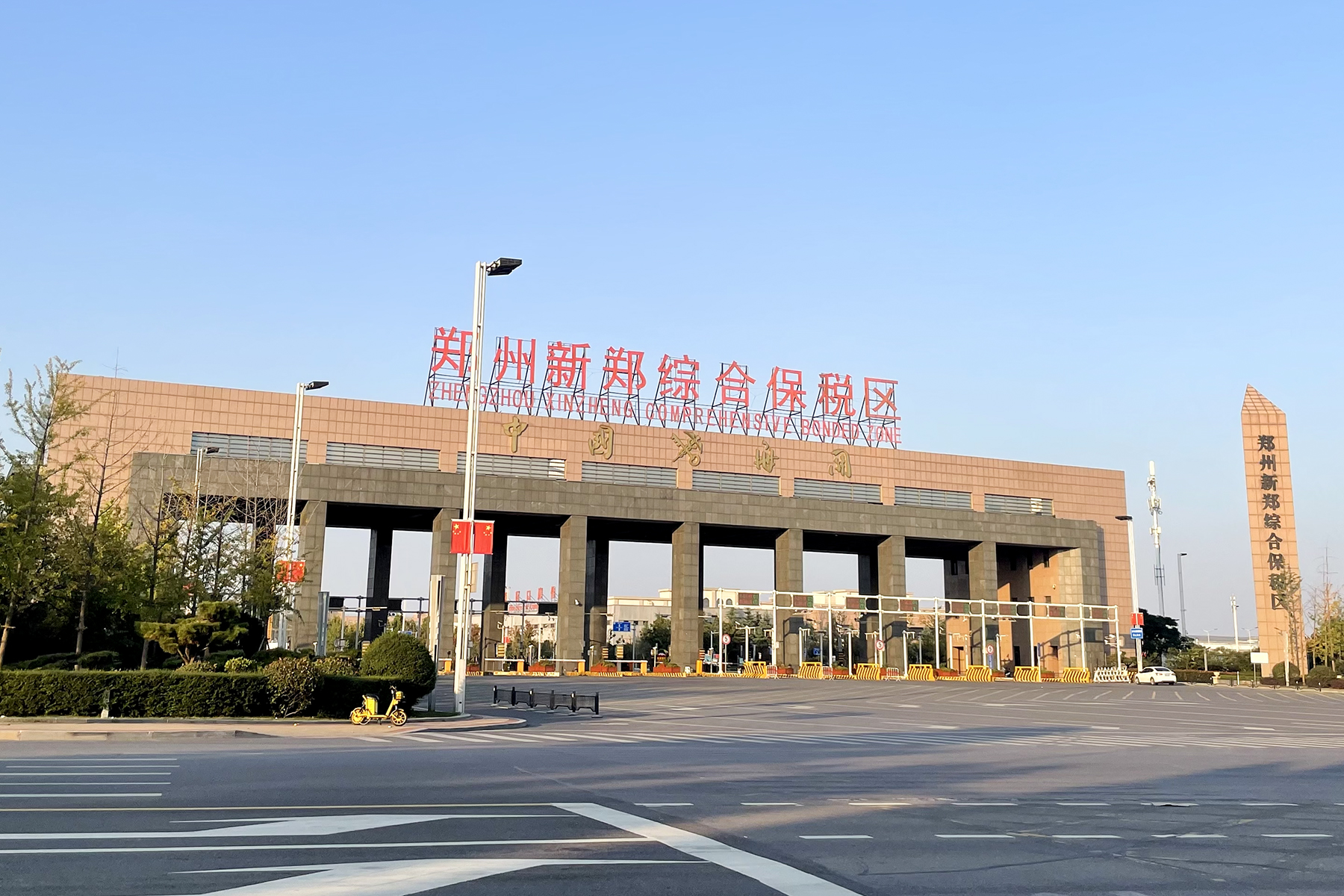
郑州新郑综合保税区

综合保税区是中國设立在内陆地区的具有保税港区功能的海关特殊监管区域，是海关特殊监管区域类型里面开放层次最高、优惠政策最多、功能最齐全、手续最简化的特殊开放区域，由海关参照有关规定对综合保税区进行管理，执行保税港区的税收和外汇政策，集保税区、出口加工区、保税物流区、港口的功能于一身，可以发展国际中转、配送、采购、转口贸易和出口加工等业务。

## 发展历程
2006年12月17日，国务院在《国务院关于同意苏州工业园区开展具有保税港区综合保税功能的海关特殊监管区域试点的批复》（国函〔2006〕第128号）正式同意江苏省人民政府和海关总署在苏州工业园区开展具有保税港区综合保税功能的海关特殊监管区域试点，并要求海关比照保税港区的监管办法对其实施监管。2007年8月28日开始正式运作、次年1月15日封关的苏州工业园综合保税区是中国首个综合保税区。
2012年10月27日，国务院在《国务院关于促进海关特殊监管区域科学发展的指导意见》（国发〔2012〕58号）提出，逐步将现有出口加工区、保税物流园区、跨境工业区、保税港区及符合条件的保税区整合为综合保税区，实行统一化的要求。新设立的特殊监管区域，原则上统一命名为“综合保税区”。
2019年1月14日，国务院正式印发了《国务院关于促进综合保税区高水平开放高质量发展的若干意见》（国发〔2019〕3号，以下简称《若干意见》），这是中国海关特殊监管区域发展史上的又一份具有里程碑意义的文件，也是综合保税区当前和今后一段时期升级发展的纲领性文件。《若干意见》提出综合保税区“五大中心”发展目标和21项主要任务，指向具体、操作性强、含金量高，既立足当前，着力解决综合保税区现存的问题瓶颈，解决“痛点” “堵点”问题；又着眼长远，促进引导综合保税区培育新业态，积聚新动能，促进主动开放、全面开放、双向开放。
2020年6月1日起，海关总署牵头启动中国首次综合保税区发展绩效评估。根据在2020年4月30日正式出台的《综合保税区发展绩效评估办法（试行）》，发展绩效评估指标体系涵盖五大类27项核心量化指标和地方落实主体责任等8项辅助考核指标。核心量化指标主要评估综合保税区的发展规模和质量效益，以及开发利用、辐射服务和业务创新，辅助考核指标以加分激励和减分约束突出对落实主体责任、运营管理、激励业务创新的评估。

## 发展情况
截止2012年9月，经国务院批准设立的综合保税区有32家。
截止2019年12月10日，中国共有96个综合保税区，其中黑龙江省先后设有绥芬河、哈尔滨2个综合保税区。